# Jan Daniel Janocki
Jan Daniel Andrzej Józef Janocki, inne formy nazwiska: Jaenisch, Janozki, Jönisch (ur. koniec grudnia 1720 w Międzychodzie, zm. 29 października 1786 w Warszawie) – polski bibliograf, bibliotekarz, prefekt Biblioteki Załuskich.

## Życiorys
Urodził się w Międzychodzie (Wielkopolska), prawdopodobnie w zniemczonej rodzinie serbołużyckiej, jako syn krawca i handlarza drewnem. Jego językiem domowym był niemiecki, uważał jednak Polskę za swoją ojczyznę. Kształcił się w szkole Św. Krzyża w Dreźnie, pracując jednocześnie jako chórzysta w kapeli elektorskiej. Następnie, otrzymawszy stypendium, kontynuował naukę w instytucie pedagogicznym w Pforcie nad Salą, leżącym nieopodal Naumburga (21 lipca 1738 – 16 lipca 1744). Jego szkolnymi kolegami byli wówczas m.in.: Friedrich Gottlieb Klopstock i Johann Elias Schlegel. W okresie studiów w Pforcie rozwijał swe bibliofilskie zainteresowania. Wykorzystywał wyjazdy do stron rodzinnych dla poznawania bibliotek wielkopolskich oraz nawiązał kontakty z uczonymi i bibliofilami w Dreźnie, m.in. z B. H. Jonischem. Tenże Jonisch, w marcu roku 1745, przedstawił go A. S. Załuskiemu, a kilka tygodni później (21 kwietnia) polecił na stanowisko bibliotekarza i sekretarza Józefa Andrzeja Załuskiego. W połowie czerwca roku 1745 przyjechał do Warszawy i przez niemal 5 lat (do roku 1750) piastował oficjalnie tylko funkcję sekretarza Załuskiego. Po przejściu na katolicyzm i przyjęciu niższych święceń kapłańskich (30 listopada 1750, przybierając imiona: Andrzej Józef) został mianowany w lipcu roku 1751 prefektem otwartej w 1747 Biblioteki Załuskich. Korespondent lipskich Neue Zeitungen von Gelehrten Sachen. Kanonik kolegiaty skalbmierskiej (grudzień 1750) i kanonik katedralny kijowski (marzec 1760). Wobec osobistego kierowania Biblioteką przez J. A. Załuskiego pełnił funkcje pomocnicze, czuwał nad robotami budowlanymi, zajmował się porządkowaniem księgozbioru, sporządzał katalogi biblioteczne i aukcyjne, pracował (wraz z J. A. Załuskim) nad słownikiem bio-bibliograficznym Bibliotheca Polona Magna Universalis. Chorowity, utracił wzrok w roku 1775.

## Twórczość

### Główne publikacje
- Słowniki bio-bibliograficzne (Polonia litterata nostri temporis, cz. 1, Wrocław 1750; Lexicon derer itztlebenden Gelehrten in Polen, t. 1-2, Wrocław 1755 (dostępna kopia cyfrowa), Janociana, sive clarorum atque illustrium Poloniae auctorum maecenatumque memoriae miscellae, vol. 1-2, Warszawa-Lipsk 1776-1779; vol. 3, wyd. S. B. Linde, Warszawa 1819)
- katalogi Biblioteki Załuskich (Nachricht von denen in der Hochgräflich Zaluskischen Bibliothek sich befindenden raren polnischen Büchern, t. 1, Drezno 1747; t. 2 Wrocław 1749; t. 3-5, Wrocław 1753)
- katalog cymeliów zawierający 181 opisów wraz z omówieniem i oceną dzieł; Specimen catalogi codicum manuscriptorum Bibliothecae Zaluscianae, Drezno 1752, (pierwszy polski katalog rękopisów, zawierający opisy 500 rękopisów podzielonych według formatów i języków)
- dokumentacja bio-bibliograficzna zasług na polu kultury rodziny Załuskich, a zwłaszcza J.A. Załuskiego (Bibliographia Zalusciana, exhibens... tam edita quam edenda scripta, inspersis plurimis notis atque observationibus litterariis ex eiusdem illustrissimi praesulis scrinio decuratis. Opus litterariae historiae Poloniae amatoribus iocundum ac perutile, Berdyczów i Warszawa 1763-1766, wyd. w 3 egzemplarzach: 2 w Bibliotece Narodowej, zniszczone w roku 1944; trzeci, niekompletny, zachował się w Bibliotece Czartoryskich)
- czasopismo (Polnischer Büchersaal, zeszyt 1, 1756)
- kroniki współczesnego życia literackiego i naukowego (Excerptum Polonicae litteraturae huius atque superiorisaetatis, cz. 1-4, Wrocław 1764-1766; cz. 1 dedykowana Bibliotece Załuskich; cz. 2 – J. A. Załuskiemu; cz. 3 – M. Sołtykowi; cz. 4 – K. Sołtykowi; Musarum Sarmaticarum specimina nova, Wrocław 1771; Sarmaticae litteraturae nostri temporis fragmenta, t. 1, Warszawa-Lipsk 1773 (dedykowane Ch. G. Friesemu).

### Pozostałe utwory
- Kritische Briefe an vertraute Freunde geschrieben und den Liebhaben der gelehrten Geschichte zu gefallen, Drezno 1745 (dedykowane B. H. Jonischowi)
- Litterarum in Polonia instauratores, Lipsk 1745 (dedykowane A. S. Załuskiemu)
- Litterarum in Polonia propagatores, Gdańsk 1746; wyd. następne w: Scriptorum rerum Polonicarum et Prussicarum collectio nova quindecim tractatus complectens, Gdańsk 1753
- Polnischer Büchersaal, darinn die rühmlichsten Bemühungen derer Maecenaten und Gelehrten in Polen, auch andere zur Polnischen Literatur gehörige Merkwürdigkeiten, aufrichtig angezeigt werden, cz. 1, Wrocław 1756
- Serenissimi et potentissimi principis Stanislai Augusti regis Poloniarum imago, Lipsk 1764 (2 wydania)
- Parens Patriae Stanislaus Augustus, Poloniae regum maximus atque invictissimus, civibus fidelissimus a parricida ereptus redditusque, Warszawa 1772

Fragmenty wielu prac Janockiego przedrukował i omówił W. Mitzler de Kolof w: Acta Litteraria (1755-1756) i Warschauer Bibliothek (1753-1755).
Mylnie przypisywano autorstwu Janockiego życiorys J. A. Załuskiego w dziele: Ch. G. Friese: De episcopatu Kioviensi, Warszawa 1763. Sam Janocki przeprowadził tylko korektę wspomnianego życiorysu i opracował stosowne przypisy.

### Listy i materiały
- Do A. S. Załuskiego, rękopis: Biblioteka Narodowa, sygn. 3226
- Korespondencja z J. A. Załuskim z lat: 1746-1747, 1749-1752, 1755, 1759-1760, 1762-1763, 1773 i brak daty; rękopisy: Biblioteka Narodowa, sygn.: 3246-3247, 3249-3252, 3255, 3259-3260, 3262-3263, 3268-3269; list do Załuskiego z roku 1769 z rękopisu Biblioteki PAN Kraków ogł. Z. Birkenmajerowa: „Z młodzieńczych lat J. D. Janockiego”, Prace Komisji Historycznej Towarzystwa Przyjaciół Nauk w Poznaniu, t. 4, Poznań 1927 i odb. (Poznań 1925)
- Do J. Albertrandiego, rękopis: Biblioteka PAN Kraków, sygn. 1) A/a).
- Do I. Potockiego z roku 1775, ogł. K. Estreicher: „J. D. A. Janocki”, Rocznik Towarzystwa Naukowego Krakowskiego, t. 38 (1869) i odb.
- Do K. Szembeka, rękopis: Biblioteka Czartoryskich, sygn. 603
- Papiery i listy Janockiego, rękopis: Biblioteka Publiczna im. Sałtykowa-Szczedrina w Leningradzie (mikrofilm w Bibliotece Narodowej)
- Od S. Konarskiego z 30 października 1759, z rękopisu Biblioteki Narodowej, sygn. 3274 ogł. J. Nowak-Dłużewski: Listy S. Konarskiego 1733-1771, Warszawa 1962
- Od G. F. Müllera 2 listy, rękopis: Archiwum Akademii Nauk ZSRR w Leningradzie, sygn. f. 21, op. 3, nr 309/8
- Geographicae Poloniae utriusque tabulae, quotquot in bibliotheca publica supersunt 1 III 1775, rękopis znajdował się w Ossolineum, sygn. 640 (obecnie we Lwowie).